# Gran Premio motociclistico Città di Imola 1998
Il Gran Premio motociclistico Città di Imola 1998 fu l'undicesima gara del motomondiale 1998. Si svolse il 6 settembre ad Imola e vide le vittorie di Mick Doohan nella classe 500, di Valentino Rossi nella classe 250 e di Tomomi Manako nella classe 125.

## Classe 500

### Arrivati al traguardo
| Pos | Nº | Pilota            | Squadra                | Motocicletta | Giri | Tempo     | Griglia | Punti |
| --- | -- | ----------------- | ---------------------- | ------------ | ---- | --------- | ------- | ----- |
| 1   | 1  | Mick Doohan       | Repsol Honda           | Honda        | 25   | 46:00.092 | 3       | 25    |
| 2   | 4  | Àlex Crivillé     | Repsol Honda           | Honda        | 25   | +6.564    | 6       | 20    |
| 3   | 6  | Max Biaggi        | Marlboro Team Kanemoto | Honda        | 25   | +8.721    | 4       | 16    |
| 4   | 9  | Alex Barros       | Honda Gresini          | Honda        | 25   | +11.244   | 2       | 13    |
| 5   | 12 | Jean-Michel Bayle | Yamaha Team Rainey     | Yamaha       | 25   | +21.672   | 1       | 11    |
| 6   | 5  | Norifumi Abe      | Yamaha Team Rainey     | Yamaha       | 25   | +28.407   | 5       | 10    |
| 7   | 2  | Tadayuki Okada    | Repsol Honda           | Honda        | 25   | +36.627   | 9       | 9     |
| 8   | 15 | Sete Gibernau     | Repsol Honda           | Honda        | 25   | +36.876   | 13      | 8     |
| 9   | 3  | Nobuatsu Aoki     | Suzuki Grand Prix      | Suzuki       | 25   | +37.332   | 11      | 7     |
| 10  | 8  | Carlos Checa      | MoviStar Honda Pons    | Honda        | 25   | +47.677   | 12      | 6     |
| 11  | 11 | Simon Crafar      | Red Bull Yamaha WCM    | Yamaha       | 25   | +55.890   | 15      | 5     |
| 12  | 55 | Régis Laconi      | Red Bull Yamaha WCM    | Yamaha       | 25   | +57.040   | 7       | 4     |
| 13  | 19 | John Kocinski     | MoviStar Honda Pons    | Honda        | 25   | +58.878   | 8       | 3     |
| 14  | 10 | Kenny Roberts Jr  | Team Roberts           | Modenas KR3  | 25   | +1:06.104 | 10      | 2     |
| 15  | 28 | Ralf Waldmann     | Marlboro Team Roberts  | Modenas KR3  | 25   | +1:18.308 | 16      | 1     |
| 16  | 27 | Katsuaki Fujiwara | Suzuki Grand Prix      | Suzuki       | 25   | +1:19.432 | 19      |       |
| 17  | 14 | Juan Borja        | Shell Advance Racing   | Honda        | 25   | +1:28.491 | 18      |       |
| 18  | 23 | Matt Wait         | F.C.C. TSR             | Honda        | 25   | +1:50.817 | 20      |       |
| 19  | 57 | Fabio Carpani     | Polini Inoxmacel       | Honda        | 24   | +1 giro   | 23      |       |

### Ritirati
| Nº | Pilota                   | Squadra              | Motocicletta | Giri | Griglia |
| -- | ------------------------ | -------------------- | ------------ | ---- | ------- |
| 77 | Eskil Suter              | Muz Roc RennSport    | Muz Weber    | 18   | 14      |
| 26 | Bernard Garcia           | Shell Advance Racing | Honda        | 16   | 22      |
| 22 | Sébastien Gimbert        | Tecmas Honda Elf     | Honda        | 15   | 21      |
| 17 | Jurgen van den Goorbergh | Dee Cee Jeans Racing | Honda        | 12   | 17      |
| 88 | Scott Smart              | Millar Honda Britain | Honda        | 12   | 24      |
| 43 | Paolo Tessari            | Team Paton           | Paton        | 7    | 25      |

## Classe 250

### Arrivati al traguardo
| Pos | Nº | Pilota              | Squadra                   | Motocicletta | Giri | Tempo     | Griglia | Punti |
| --- | -- | ------------------- | ------------------------- | ------------ | ---- | --------- | ------- | ----- |
| 1   | 46 | Valentino Rossi     | Nastro Azzurro Aprilia    | Aprilia      | 23   | 43:43.815 | 5       | 25    |
| 2   | 65 | Loris Capirossi     | Aprilia Grand Prix Racing | Aprilia      | 23   | +2.687    | 3       | 20    |
| 3   | 4  | Stefano Perugini    | Castrol 250               | Honda        | 23   | +4.175    | 6       | 16    |
| 4   | 5  | Tōru Ukawa          | Benetton Honda            | Honda        | 23   | +6.524    | 4       | 13    |
| 5   | 19 | Olivier Jacque      | Chesterfield Elf Tech 3   | Honda        | 23   | +29.180   | 2       | 11    |
| 6   | 6  | Haruchika Aoki      | F.C.C. TSR                | Honda        | 23   | +31.615   | 11      | 10    |
| 7   | 37 | Luca Boscoscuro     | Scuderia AGV Carrizosa    | TSR-Honda    | 23   | +32.948   | 15      | 9     |
| 8   | 44 | Roberto Rolfo       | Scuderia AGV Carrizosa    | TSR-Honda    | 23   | +33.614   | 10      | 8     |
| 9   | 7  | Takeshi Tsujimura   | Semprucci Biesse-Gro      | Yamaha       | 23   | +35.892   | 7       | 7     |
| 10  | 31 | Tetsuya Harada      | Aprilia Grand Prix Racing | Aprilia      | 23   | +39.595   | 1       | 6     |
| 11  | 8  | Luis d'Antín        | Antena 3 Yamaha           | Yamaha       | 23   | +53.590   | 14      | 5     |
| 12  | 17 | José Luis Cardoso   | Antena 3 Yamaha           | Yamaha       | 23   | +53.988   | 19      | 4     |
| 13  | 21 | Franco Battaini     | Edo Racing                | Yamaha       | 23   | +54.686   | 20      | 3     |
| 14  | 12 | Noriyasu Numata     | Rizla Suzuki              | Suzuki       | 23   | +56.383   | 12      | 2     |
| 15  | 24 | Jason Vincent       | Padgetts HRC Shop         | TSR-Honda    | 23   | +1:00.924 | 13      | 1     |
| 16  | 14 | Davide Bulega       | OXS Matteoni              | ERP-Honda    | 23   | +1:13.181 | 16      |       |
| 17  | 45 | Diego Giugovaz      | Team Italia               | Aprilia      | 23   | +1:16.205 | 21      |       |
| 18  | 18 | Osamu Miyazaki      | Edo Racing                | Yamaha       | 23   | +1:25.369 | 17      |       |
| 19  | 48 | Igor Antonelli      | Team RCGM                 | Aprilia      | 23   | +1:29.514 | 22      |       |
| 20  | 25 | Yasumasa Hatakeyama | Penguin Racing            | Honda        | 23   | +1:33.769 | 24      |       |
| 21  | 16 | Johan Stigefelt     | Rizla Suzuki              | Suzuki       | 23   | +1:35.296 | 23      |       |
| 22  | 22 | Matthieu Lagrive    | Chesterfield Elf Tech 3   | Honda        | 23   | +1:38.260 | 25      |       |
| 23  | 49 | Filippo Cotti       | Matteoni Racing           | Honda        | 23   | +1:42.065 | 26      |       |
| 24  | 41 | Federico Gartner    | PR2 Mitsubishi Elaion     | Aprilia      | 22   | +1 giro   | 27      |       |

### Ritirati
| Nº | Pilota            | Squadra               | Motocicletta | Giri | Griglia |
| -- | ----------------- | --------------------- | ------------ | ---- | ------- |
| 9  | Jeremy McWilliams | QUB Team Optimum      | TSR-Honda    | 6    | 9       |
| 34 | Marcellino Lucchi | Docshop Racing        | Aprilia      | 1    | 8       |
| 27 | Sebastián Porto   | PR2 Mitsubishi Elaion | Aprilia      | 0    | 18      |

## Classe 125

### Arrivati al traguardo
| Pos | Nº | Pilota             | Squadra                   | Motocicletta | Giri | Tempo     | Griglia | Punti |
| --- | -- | ------------------ | ------------------------- | ------------ | ---- | --------- | ------- | ----- |
| 1   | 3  | Tomomi Manako      | UGT - 3000                | Honda        | 21   | 42:05.831 | 2       | 25    |
| 2   | 13 | Marco Melandri     | Benetton Matteoni         | Honda        | 21   | +0.087    | 1       | 20    |
| 3   | 20 | Masao Azuma        | Mac Motors Liegeois Comp. | Honda        | 21   | +10.394   | 9       | 16    |
| 4   | 4  | Kazuto Sakata      | UGT 3000                  | Aprilia      | 21   | +10.466   | 8       | 13    |
| 5   | 5  | Masaki Tokudome    | Docshop Racing            | Aprilia      | 21   | +22.699   | 4       | 11    |
| 6   | 41 | Yōichi Ui          | Yamaha Kurz Aral          | Yamaha       | 21   | +26.133   | 24      | 10    |
| 7   | 15 | Roberto Locatelli  | Polini Inoxmacel          | Honda        | 21   | +26.546   | 3       | 9     |
| 8   | 62 | Yoshiaki Katō      | Semprucci Biesse-Gro      | Yamaha       | 21   | +28.161   | 14      | 8     |
| 9   | 21 | Arnaud Vincent     | Scrab Competition         | Aprilia      | 21   | +30.584   | 25      | 7     |
| 10  | 26 | Ivan Goi           | Vasco Rossi Racing        | Aprilia      | 21   | +48.516   | 16      | 6     |
| 11  | 9  | Frédéric Petit     | UGT 3000 - RMS            | Honda        | 21   | +48.656   | 19      | 5     |
| 12  | 8  | Gianluigi Scalvini | Polini Inoxmacel          | Honda        | 21   | +1:02.010 | 12      | 4     |
| 13  | 7  | Emilio Alzamora    | Via Digital Team          | Aprilia      | 21   | +1:12.085 | 15      | 3     |
| 14  | 22 | Steve Jenkner      | Marlboro Team ADAC        | Aprilia      | 21   | +1:12.337 | 13      | 2     |
| 15  | 49 | Andrea Zappa       | Polini Inoxmacel          | Honda        | 21   | +1:12.408 | 20      | 1     |
| 16  | 17 | Enrique Maturana   | Yamaha Kurz Aral          | Yamaha       | 21   | +1:13.006 | 28      |       |
| 17  | 48 | Max Sabbatani      | Team RS                   | Honda        | 21   | +1:15.643 | 23      |       |
| 18  | 14 | Federico Cerroni   | Scuderia Alfa Nolan       | Aprilia      | 21   | +1:24.081 | 22      |       |
| 19  | 65 | Andrea Iommi       | Team Pileri               | Honda        | 21   | +1:33.199 | 27      |       |

### Ritirati
| Nº | Pilota             | Squadra          | Motocicletta | Giri | Griglia |
| -- | ------------------ | ---------------- | ------------ | ---- | ------- |
| 32 | Mirko Giansanti    | OXS Matteoni     | Honda        | 17   | 7       |
| 29 | Ángel Nieto Jr     | Via Digital Team | Aprilia      | 16   | 21      |
| 63 | Marco Tresoldi     | Ricci Corse      | Honda        | 14   | 30      |
| 23 | Gino Borsoi        | Motoracing       | Aprilia      | 14   | 11      |
| 59 | Jerónimo Vidal     | Valencia Aspar   | Aprilia      | 10   | 29      |
| 10 | Lucio Cecchinello  | Givi Honda LCR   | Honda        | 4    | 5       |
| 47 | Riccardo Chiarello | Team Italia      | Aprilia      | 2    | 18      |
| 39 | Jaroslav Huleš     | UGT 3000         | Honda        | 0    | 17      |

### Non partiti
| Nº | Pilota           | Moto   | Griglia |
| -- | ---------------- | ------ | ------- |
| 52 | Hiroyuki Kikuchi | Honda  | 6       |
| 55 | Manuel Poggiali  | Honda  | 10      |
| 16 | Christian Manna  | Yamaha | 26      |